# Edward O. Thorp
Edward Oakley Thorp, (14 de agosto de 1932) es un matemático empleado en IBM, usó la IBM 704 para descubrir primero y resolver después, la razón por la que el Blackjack no es un juego cien por ciento de azar.
Luego de finalizar su maestría en Física y su doctorado en Matemáticas en la UCLA, Thorp comenzó a enseñar matemáticas en el MIT. Tiempo después, continuando dentro del ámbito educativo, comenzó dar clases de Finanzas Cuantitativas (preludio de su posterior incursión en el mercado de valores).

## "Beat the dealer"
La primera obra de Thorp fue “Beat the Dealer”, publicado en 1962. El libro fue un éxito instantáneo, transformándose en el primer y definitivo “clásico” sobre el conteo de cartas y es considerado aún hoy una lectura obligatoria para toda persona que desee entender la complejidad del juego de blackjack.